# 33
Évszázadok: i. e. 1. század – 1. század – 2. század
Évtizedek: i. e. 10-es évek – i. e. 1-es évek – 1-es évek – 10-es évek – 20-as évek – 30-as évek – 40-es évek – 50-es évek – 60-as évek – 70-es évek – 80-as évek
Évek: 28 – 29 – 30 – 31 –  32 – 33 – 34 – 35 – 36 – 37 – 38

## Események

### Római Birodalom
- Lucius Livius Ocella Sulpicius Galbát (helyettese júliustól Lucius Salvius Otho) és Lucius Cornelius Sulla Felixet (helyettese Caius Octavius Laenas) választják consulnak.
- A Pandeteria szigetén száműzetésben élő Agrippinát (Tiberius császár menyét) halálra éheztetik. Börtönében éhen hal második fia, Drusus Caesar is.
- Tiberius kiházasítja Germanicustól származó unokáit: Gaius Caesar (Caligula) Iunia Claudillát veszi feleségül, míg Iulia Drusilla Lucius Cassius Longinushoz, Iulia Livilla Marcus Viniciushoz megy feleségül.
- Pénzügyi válság Rómában: korábban a magas kamatok elleni küzdelem jegyében korábban 10%-ban maximálták a kamatokat, ebben az évben viszont az eladósodottak által szorongatott Gracchus praetor megtiltatja a pénzkölcsönzést és másfél év türelmi időt szab a meglévő hitelek rendezésére. Emiatt hiány lesz a készpénzből, amit a szenátus annak előírásával próbál orvosolni, hogy mindenki köteles készpénzvagyonának kétharmadát itáliai földbirtokba fektetni. Az adósok földvásárlásra hivatkozva elrejtik készpénzüket, ami csak fokozza annak hiányát, a földek értéke meredeken csökken és sokan csődközelbe kerülnek. Tiberius végül 100 millió sestertiusos hitelalapot hoz létre, amely ideiglenesen kamatmentes kölcsönt biztosít és megoldja a válságot.
- Tiberius kivégeztet mindenkit, akit a Seianusszal való barátság, kapcsolat miatt eddig börtönben tartottak.

### Kína
- Meghal Vej Hsziao, a Kuang Vu császár ellen lázadó keleti hadúr. Fővárosa hamarosan elesik és Kuang Vu utolsó ellenfele, Kung-szun Su önjelölt császár ellen fordul.

## Halálozások
- Jézus keresztre feszítésének hagyományos dátuma
- Agrippina, Augustus császár unokája, Tiberius menye
- Drusus Caesar, Agrippina fia, Tiberius unokája